# Ibra (Aula)
Die Ibra ist ein etwa 9,7 km langer, westlicher und orographisch rechter Zufluss der Aula im Osthessischen Bergland im Schwalm-Eder-Kreis und Landkreis Hersfeld-Rotenburg in Nordhessen (Deutschland) und gehört zum Flusssystem und Einzugsgebiet der Weser.

## Name
Der Fluss wird im Jahr 1347 (an die Ebera und von der Ebra) erstmals urkundlich erwähnt. Die Grundform des Namens war *Ibraha mit dem Suffix -aha für 'Fließgewässer'. Das Bestimmungswort ist schwer zu deuten. Es könnte von indogermanisch *ibʰ-ró- für 'eindringend' abgeleitet sein, vielleicht im Sinne von 'Weg, auf dem man in das Knüllgebirge eindringen kann'. Da vergleichbare Flussnamen fehlen, kann Ibra als recht alter Name angesehen werden.

## Geographie

### Verlauf
Die Ibra entspringt im Fulda-Haune-Tafelland, einem Teil des Osthessischen Berglands, im Südteil des Knüllgebirges. Ihre Quelle liegt im Südostteil des Schwalm-Eder-Kreises etwa 2,4 km südwestlich des Oberaulaer Ortsteils Ibra im Wald der Nordflanke des Rimbergs (591,8 m), auf etwa 395 m ü. NHN.
Anfangs fließt die Ibra, die überwiegend ostnordostwärts verläuft, nach und durch das Dorf Ibra. Fortan verläuft sie entlang der Landesstraße 3294, an der sie die Ringelsmühle passiert. Dann erreicht sie entlang der Kreisstraße 129 den Landkreis Hersfeld-Rotenburg, in dem sie im Gemeindegebiet von Kirchheim entlang der K 32, direkt nach Einmündung des Machtloser Wassers, durch Kemmerode, danach durch den Ibrastausee (auch Parksee genannt) und durch Reimboldshausen und, direkt nach Zufließen des Wölfelbachs, durch Gershausen fließt. Unterhalb davon mündet der Sauerbach (auch Silbergraben genannt) ein, an dem der Gershäuser See liegt.
Dann erreicht die Ibra den Kernort von Kirchheim, wo sie, nach Überwindung von etwa 159 m Höhenunterschied, auf rund 236 m Höhe in den dort von Norden kommenden Fulda-Zufluss Aula mündet.

### Naturräumliche Zuordnung
Die Ibra fließt in der naturräumlichen Haupteinheitengruppe Osthessisches Bergland (Nr. 35) und in der Haupteinheit Fulda-Haune-Tafelland (355) durch die Untereinheit Ottrauer Bergland (355.0), und ihre Mündung liegt in der Untereinheit Kirchheimer Bergland (355.4).

### Einzugsgebiet und Zuflüsse
Das Einzugsgebiet der Ibra ist 28,05 km² groß. Zu ihren Zuflüssen gehören (bachabwärts betrachtet):
| Name                                                                    | Seite  | Länge (km) | Quell-          | Mündungs-       | Mündungsort (Lage)  | Stat. (km) | EZG (km²) | GKZ      |
| Name                                                                    | Seite  | Länge (km) | höhe (m ü. NHN) | höhe (m ü. NHN) | Mündungsort (Lage)  | Stat. (km) | EZG (km²) | GKZ      |
| ----------------------------------------------------------------------- | ------ | ---------- | --------------- | --------------- | ------------------- | ---------- | --------- | -------- |
| Zufluss in Ibra                                                         | links  | 1,1        | 365             | 315             | Ibra (i)            | 6,95       | ?         | 42564-16 |
| Machtloser Wasser (Machtlos)                                            | rechts | 3,2        | 370             | 285             | Kemmerode (o)       | 5,40       | 5,86      | 42564-2  |
| Zufluss in Reimboldshausen                                              | rechts | 0,7        | 317             | 266             | Reimboldshausen (i) | 3,55       | ?         | 42564-52 |
| Wölfelbach                                                              | links  | 3,7        | 365             | 245             | Gershausen (i)      | 1,40       | 3,76      | 42564-6  |
| Sauerbach (Silbergraben)                                                | links  | 2,0        | 300             | 238             | Gershausen (u)      | 0,60       | ?         | 42564-92 |
| Abkürzungen (Lage): o = oberhalb, i = im, u = unterhalb vom Mündungsort |        |            |                 |                 |                     |            |           |          |

## Wassermühlen
Wassermühlen an der Ibra sind/waren unter anderem (bachabwärts betrachtet):
- Ringelsmühle, unterhalb Ibra
- Eichmühle, bei Kirchheim